# Virginia Slims of Nashville 1973
Il Virginia Slims of Nashville 1973 è stato un torneo di tennis giocato sulla terra rossa. È stata la 1ª edizione del torneo, che fa parte del Virginia Slims Circuit 1973. Si è giocato a Nashville negli USA dal 6 al 12 agosto 1973.

## Campionesse

### Singolare
Margaret Court ha battuto in finale  Billie Jean King con il punteggio di 6–3, 4–6, 6–2

### Doppio
Françoise Dürr /  Betty Stöve hanno battuto in finale  Karen Krantzcke /  Janet Newberry con il punteggio di 6–4, 6–7, 6–1